# العلاقات النرويجية الفانواتية
العلاقات النرويجية الفانواتية هي العلاقات الثنائية التي تجمع بين النرويج وفانواتو.

## مقارنة بين البلدين
هذه مقارنة عامة ومرجعية للدولتين:
| وجه المقارنة                                              | النرويج                                                   | فانواتو                                  |
| --------------------------------------------------------- | --------------------------------------------------------- | ---------------------------------------- |
| المساحة (كم2)                                             | 385.21 ألف                                                | 12.19 ألف                                |
| عدد السكان (نسمة)                                         | 5.33 مليون                                                | 276.24 ألف                               |
| الكثافة السكانية (ن./كم²)                                 | 13.84                                                     | 22.66                                    |
| العاصمة                                                   | أوسلو                                                     | بورت فيلا                                |
| اللغة الرسمية                                             | بوكمول، لغات السامي، نينوشك، اللغة النرويجية              | اللغة البسلاما، لغة فرنسية، لغة إنجليزية |
| العملة                                                    | كرونة نروجية                                              | فاتو فانواتي                             |
| الناتج المحلي الإجمالي (بليون دولار)                      | 398.83 مليار                                              | 862.88 مليون                             |
| الناتج المحلي الإجمالي (تعادل القوة الشرائية) بليون دولار | 322.23 مليار                                              | 790.76 مليون                             |
| الناتج المحلي الإجمالي الاسمي للفرد دولار أمريكي          | 74.40 ألف                                                 | 2.81 ألف                                 |
| الناتج المحلي الإجمالي للفرد دولار أمريكي                 | 65.61 ألف                                                 | 3.03 ألف                                 |
| مؤشر التنمية البشرية                                      | 0.944                                                     | 0.594                                    |
| رمز المكالمات الدولي                                      | +47                                                       | +678                                     |
| رمز الإنترنت                                              | .no                                                       | .vu                                      |
| المنطقة الزمنية                                           | ت ع م+01:00، ت ع م+02:00، توقيت وسط أوروبا، أوروبا/أوسلو ‏ | ت ع م+11:00                              |

## منظمات دولية مشتركة
يشترك البلدان في عضوية مجموعة من المنظمات الدولية، منها:
| علم المنظمة | اسم المنظمة                        | تاريخ انضمام النرويج | تاريخ انضمام فانواتو |
| ----------- | ---------------------------------- | -------------------- | -------------------- |
|             | يونسكو                             | 4 نوفمبر 1946        | 10 فبراير 1994       |
|             | مؤسسة التمويل الدولية              | 20 يوليو 1956        | 28 سبتمبر 1981       |
|             | بنك التنمية الآسيوي                | 1966                 | 1981                 |
|             | منظمة حظر الأسلحة الكيميائية       | ?                    | ?                    |
|             | مؤسسة التنمية الدولية              | 24 سبتمبر 1960       | 28 سبتمبر 1981       |
|             | منظمة التجارة العالمية             | 1995                 | ?                    |
|             | وكالة ضمان الاستثمار متعدد الأطراف | 9 أغسطس 1989         | 27 يوليو 1988        |
|             | الاتحاد البريدي العالمي            | ?                    | ?                    |
|             | الاتحاد الدولي للاتصالات           | 1866                 | 30 مارس 1988         |
|             | الأمم المتحدة                      | 27 نوفمبر 1945       | 15 سبتمبر 1981       |
|             | البنك الدولي للإنشاء والتعمير      | 27 ديسمبر 1945       | 28 سبتمبر 1981       |
|             | المنظمة الهيدروغرافية الدولية      | ?                    | ?                    |

## وصلات خارجية
- موقع وزارة الخارجية النرويجية